# نعنا

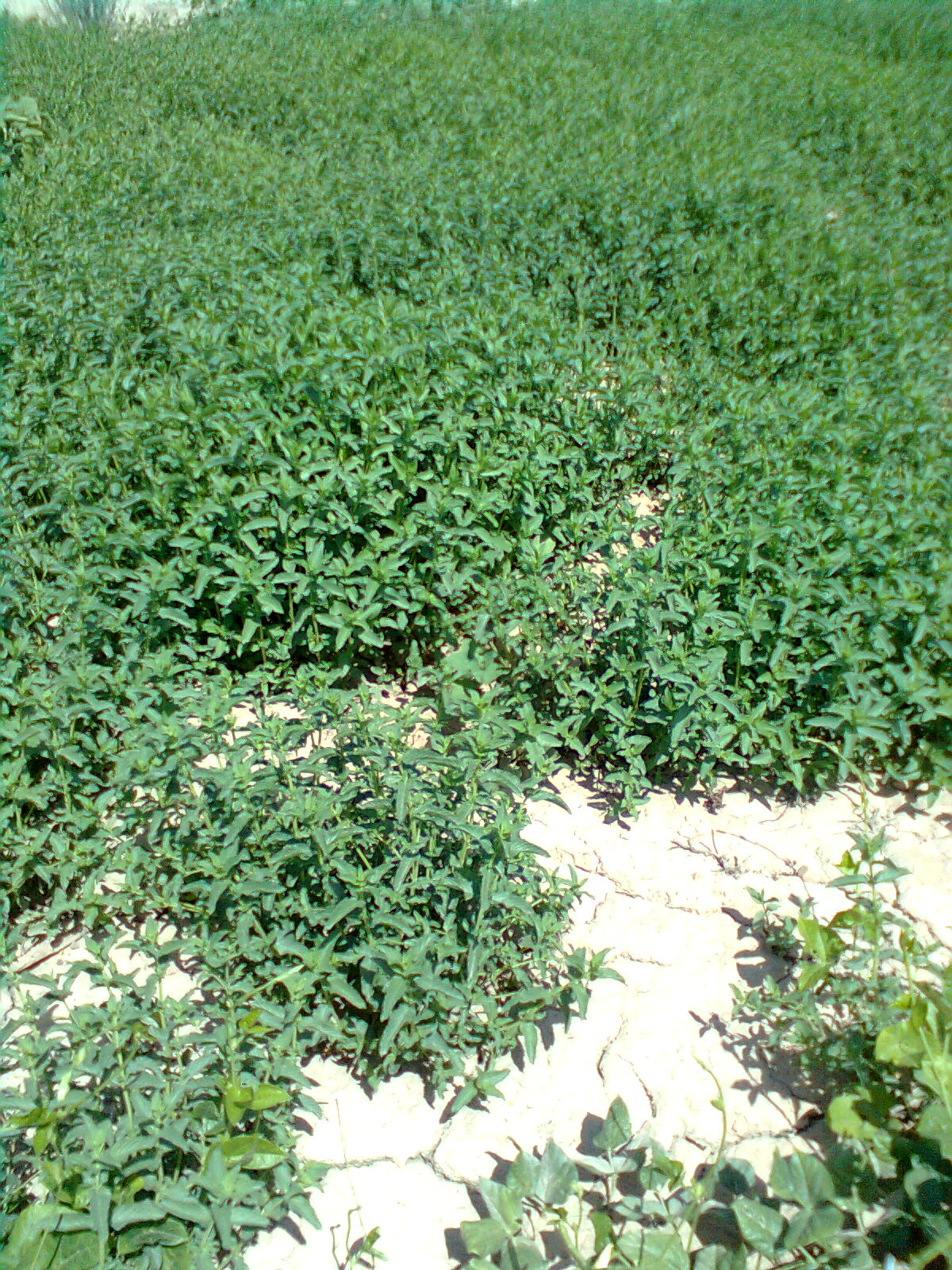
مزرعهٔ نعنا، تنگ طه

نعنا (نام علمی: Mentha) سرده‌ای از گیاهان گٔل‌دار از راستهٔ نعناسانان و خانوادهٔ نعنائیان است. برآورد می‌شود که ۱۳ تا ۲۴ گونه نعنا وجود داشته باشد، اما تمایز دقیق بین گونه‌ها نامشخص است. دورگه‌شدن گونه‌ها و رقم‌های مختلف نعنا به‌طور طبیعی رایج است و در نقاطی که برخی از گونه‌ها با هم همپوشانی دارند، رخ می‌دهد. دورگه‌ها و ارقام زیادی از نعنا شناخته شده‌اند. رایج ترین نوع نعناع، نعناع فلفلی است.
گیاهان سردهٔ نعنا به‌طور طبیعی در سراسر اروپا، آفریقا (آفریقای جنوبی)، آسیا، استرالیا - اقیانوسیه، آمریکای شمالی و جنوبی پراکندگی جهانی دارند. گونه‌های آن را می‌توان در بسیاری از محیط‌ها یافت، اما بیشتر آن‌ها در محیط‌ها و خاک‌های مرطوب، بهترین رشد را دارند. گیاه نعنا حساسیت زیادی به خاک محیط خود ندارد و در انواع مختلف خاک رشد می‌کند. اما برای داشتن رشد بیشتر بهتر است از خاک با زهکشی مناسب و ph حدود 7.5 الی 6 استفاده شود. همچنین مخلوط قسمت های مساوی از پیت ماس، خاک باغچه ، پرلیت و ورمیکولیت یک خاک با کیفیت و مناسب کاشت نعنا است.
تحقیقات سیتوژنتیکی در جنس Mentha نشان داده است که جنس Mentha یک گروه پلی پلوئیدی, با تعداد کروموزوم متنوع است. این وضعیت شناسایی تاگزونومیکی گونه های Mentha را با مشکل مواجه ساخته است.

## ویژگی‌ها
نعناها گیاهانی معطر و عموماً چندساله هستند. آن‌ها دارای استولون‌های زیرزمینی و روی زمینی گسترده و ساقه‌های راست، مربعی و منشعب هستند. نعناها ۱۰ تا ۱۲۰ سانتی‌متر رشد کرده و می‌توانند در یک منطقه پخش شوند. برخی از نعناها به‌دلیل تمایل به گسترش بی‌رویه و بدون کنترل، مهاجم در نظر گرفته می‌شوند.

## آرایه‌شناسی
گونه‌های نعنا متعلق به خانوادهٔ نعنائیان هستند و به‌طور گسترده در اروپا، آسیا، آفریقا، استرالیا و آمریکای شمالی پراکنده هستند. گیاهانی از این سرده را می‌توان در محیط‌های متعدد و متنوع یافت. گیاهان این تیره عموما علفی، یکساله و یا پایا و دارای ساقه های ایستاده و یا خزنده اند. در بین آنها به ندرت نمونه های پیچنده و یا به شکل درختچه ممکن است یافت شود. از مشخصات این گیاهان می توان به ساقه های چهار گوش اشاره کرد . از قاعده ساقه آنها نیز غالبا” ساقه های فرعی منشا می گیرد که حالت خزنده در سطح زمین پیدا می کنند و یا درون خاک وارد گردیده وبه صورت ساقه زیر زمینی در می آیند. برگ های متقابل و به ندرت فراهم دارند. برگها به صورت ساده بوده، به طوری که وجود برگهای مرکب در آنها دیده نشده است. در برخی از آنها مجموع گلها به نحوی است که در قسمت انتهایی ساقه ، به علت فشرده بودن ، ظاهر کاپیتول مانند پیدا می کنند. 
داده‌های اخیر بر اساس ویژگی‌های مورفولوژیکی، سیتولوژیکی و ژنتیکی نشان داده است که سردهٔ نعنا (Mentha) را می‌توان به ۴۲ گونه، ۱۵ هیبرید و صدها زیرگونه، واریته و رقم طبقه‌بندی کرد. در واقع، طبقه‌بندی نعنا بسیار پیچیده است و همیشه یک اتفاق نظر وجود ندارد.

## گونه‌ها
- پونه Mentha pulegium
- نعناپونه Mentha longifolia
- نعناع سیب Mentha suaveolens
- نعناع وحشی Mentha arvensis
- نعنای آبی Mentha aquatica
- نعنای استرالیایی Mentha australis
- نعنای دشتی Mentha spicata[۴]
- نعنای کانادایی Mentha canadensis
- نعنای کرس Mentha requienii
- نعناع فلفلی یا Menthae Piperitae
- Mentha alaica
- Mentha atrolilacina
- Mentha cervina
- Mentha cunninghamii
- Mentha dahurica
- Mentha darvasica
- Mentha diemenica
- Mentha gattefossei
- Mentha grandiflora
- Mentha japonica
- Mentha laxiflora
- Mentha micrantha
- Mentha pamiroalaica
- Mentha royleana
- Mentha satureioides

## عوامل مؤثر بر گلدهی

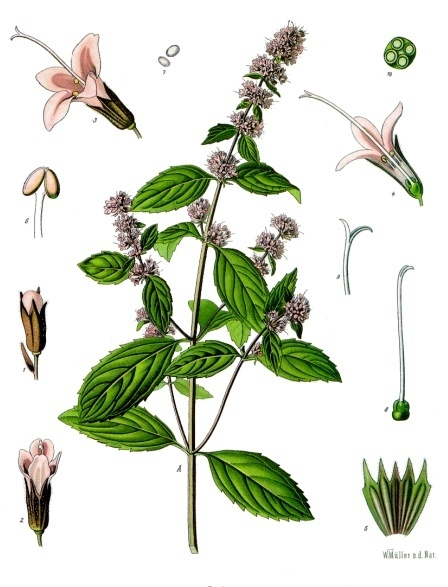
این تصویر دقیق از ساختار گل‌دهی نعنا فلفلی (Mentha piperita) با اجزایی چون غنچه ، گل‌‌ها ، پرچم‌ها و مادگی نشان می‌دهد که گل‌دهی در نعنا تحت تأثیر عواملی مانند فتوپریودیسم، دما، تأمین مواد مغذی خاک، رطوبت و تنش‌های محیطی تنظیم می‌شود؛ این متغیرها با القای تغییرات هورمونی مانند افزایش اکسین و ژیبرلین، فرآیندهای تشکیل غنچه و نمو اجزای گل را در این گونه کنترل می‌کنند.

طول روز: اگر چه آن‌ها گیاهان روز بلند هستند، گونه‌های Mentha با پاسخ بسیار بیشتر M. citrata نسبت به نور از نظر رشد ساختارهای تولید مثلی متفاوت هستند.
دما: دمای مطلوب برای رشد و گلدهی نعنا بین ۲۱ تا ۲۶ درجهٔ سانتیگراد است. دورهٔ گلدهی M. aquatica مربوط به دوره‌ای است که دما اغلب بین ۲۵ تا ۳۰ درجه است، یعنی دمایی که در آن فعالیت علوفه‌جویان بالاتر است. از سوی دیگر، تولید کم گرده احتمالاً به دلیل ویژگی‌های گیاه‌شناسی M. aquatica است. از ویژگی‌های کلیدی کاربرد این گیاه می‌توان به دورهٔ گلدهی طولانی، تقویم گل تکمیلی و تولید شهد عالی اشاره کرد.
نور: نور LED قرمز-آبی باعث افزایش عملکرد اسانس نعنا تا چهار برابر و افزایش فتوسنتز و وزن تر گیاه در مقایسه با شرایط مزرعه شد. یافته‌ها نشان می‌دهد که LED می‌تواند ویژگی‌های اقتصادی گونه‌های گیاهی را با تحریک متابولیسم گیاه بهبود بخشد. می‌توان پیشنهاد کرد که تابش نور قرمز در غیاب نور قرمز دور به‌طور مداوم باعث تحریک فیتوکروم‌ها، گیرنده‌های نوری کنترل‌کنندهٔ افزایش طول گره، انتقال گل و گلدهی می‌شود.
عناصر غذایی: طبق تحقیقاتی که انجام شد نیتروژن دارای اثر معنی داری در سطح ۱ درصد بر رشد گیاه بود، به طوری که بیشترین تعداد ساقه در بوته، تعداد برگ در بوته، وزن خشک برگ، وزن خشک کل بوته و تعداد روز تا ۵۰ درصد گلدهی و بیشترین میزان عملکرد بیولوژیک مربوط به کاربرد ۱۶۸ کیلوگرم در هکتار نیتروژن خالص بود. بر اساس نتایج این تحقیق، استفاده از ۱۰ بوته در متر مربع به همراه کاربرد ۱۶۸ کیلوگرم نیتروژن خالص در هکتار بهترین تیمار برای تولید نعناع فلفلی بود. همچنین محلول‌های مختلف هوگلند از طریق افزودن فسفر و پتاسیم بر شاخص‌های فیزیولوژیکی مانند مادهٔ خشک ساقه (SDM) و برگ (LDM)، میزان تعریق (E)، محتوای کلروفیل (Chl) و سرعت فتوسنتز (PSN) در نعناع فلفلی تأثیر می‌گذارد.

## کاربردها

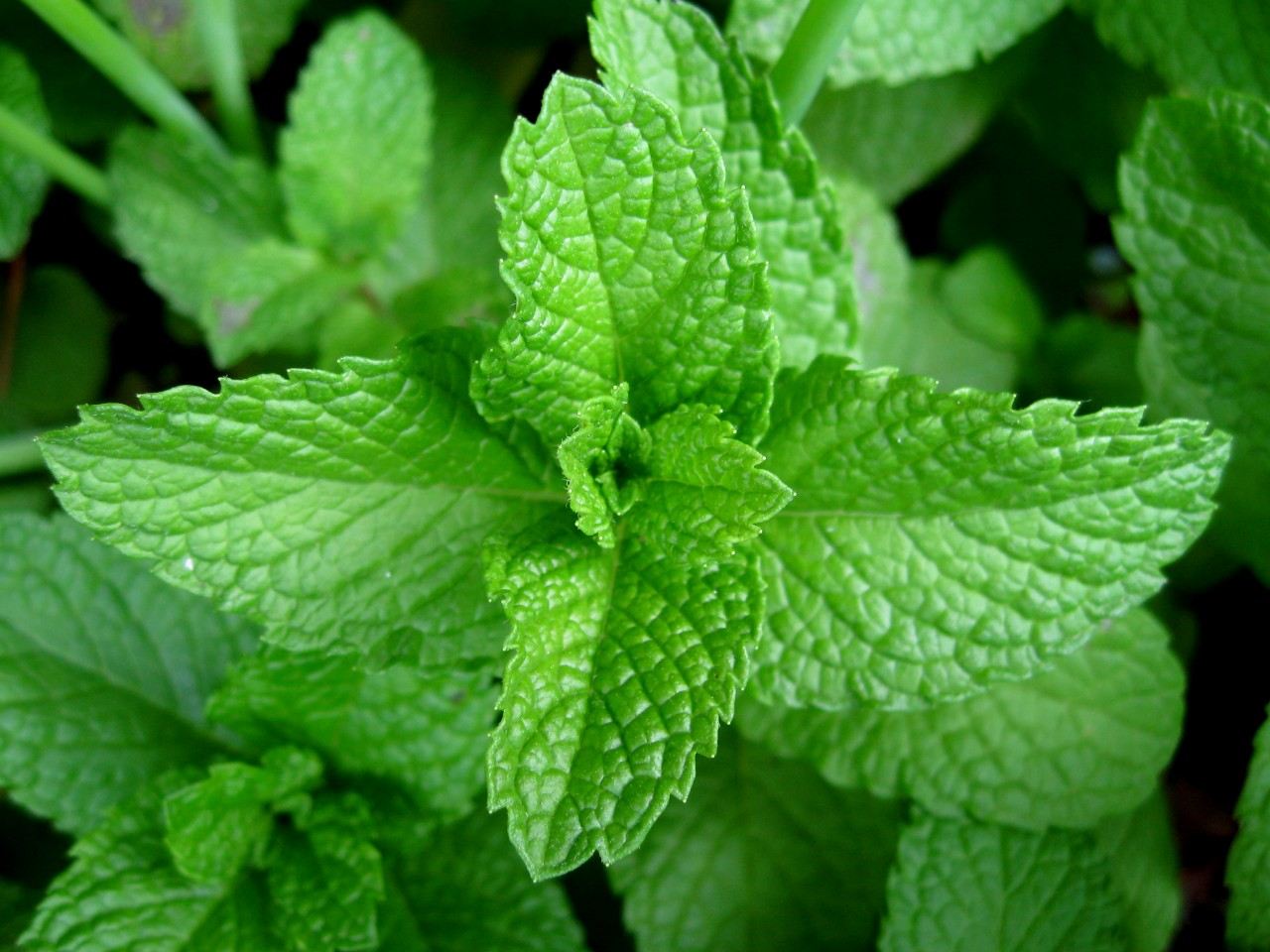
برگ نعنا

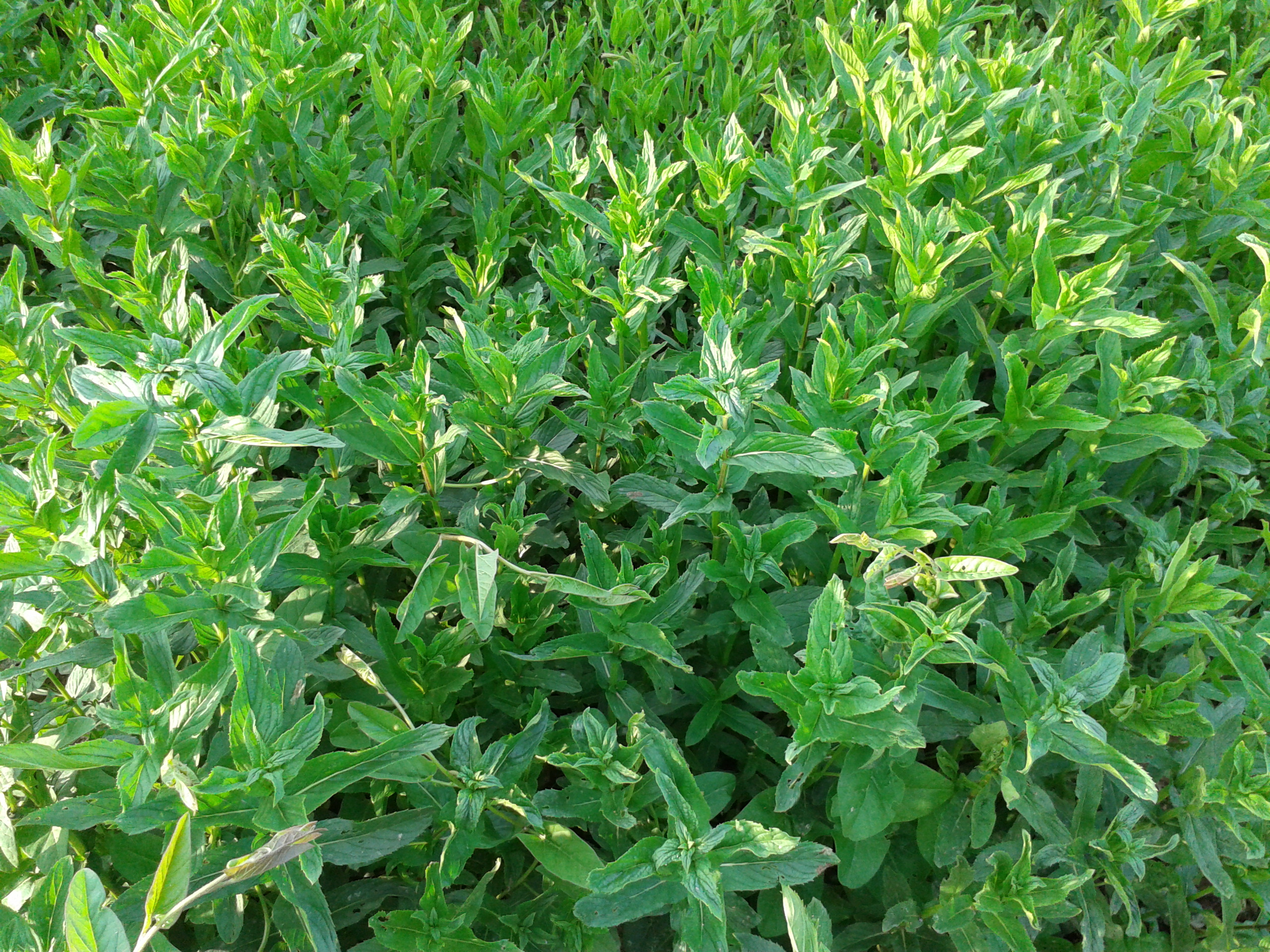
نعنا تنگ طه

### آشپزی

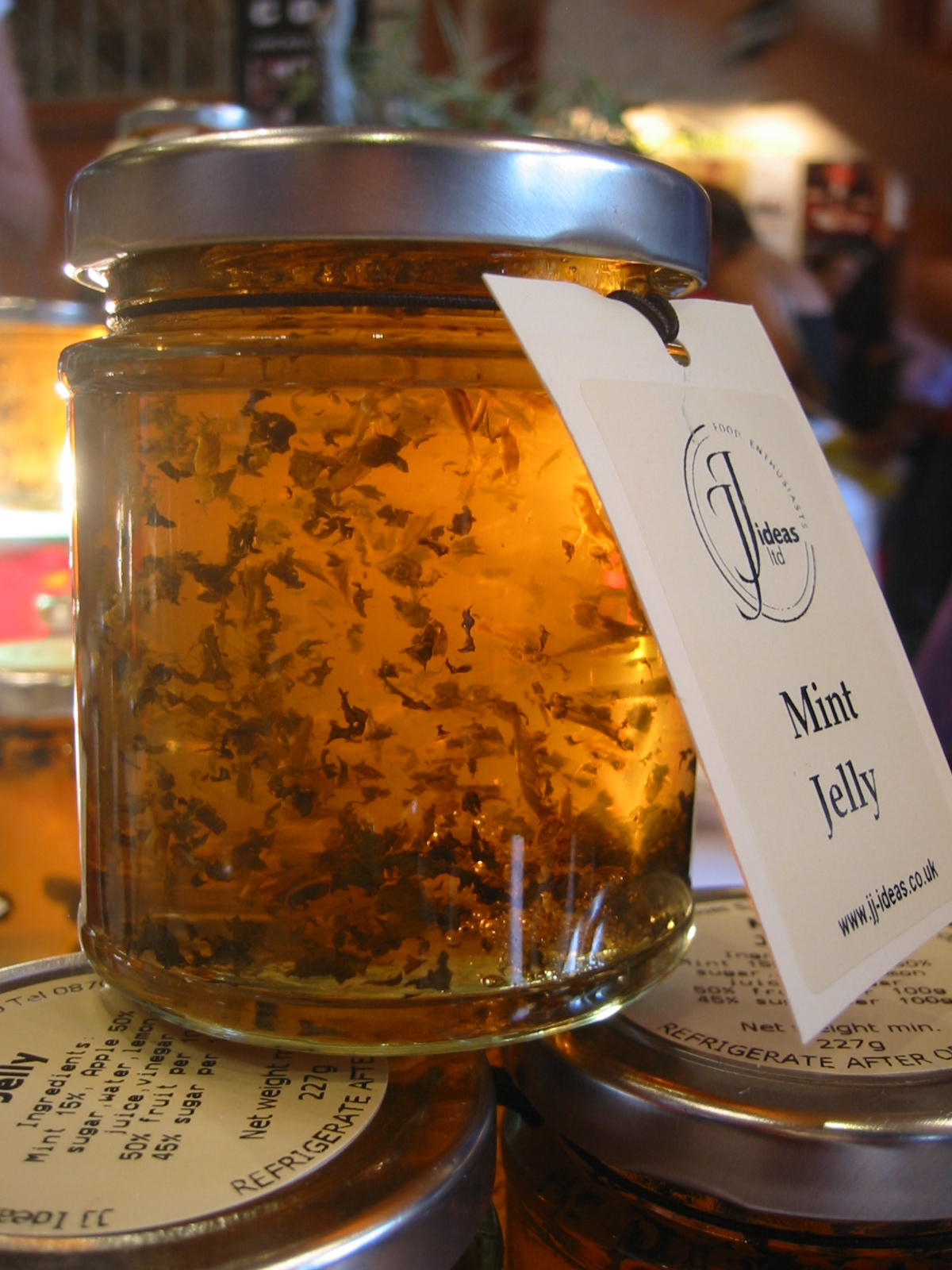
ژلهٔ نعنا

در آشپزی از برگ‌های خشک یا تازهٔ نعناع استفاده می‌شود. معمولاً اگر برای انبارش نعناع مشکلی وجود نداشته باشد، استفاده از برگ‌های تازهٔ آن بر برگ‌های خشک شده ارجحیت دارد. برگ‌های نعنا دارای طعمی گرم، تازه، معطر، شیرین با طعم نهایی خنکی هستند و در چای، نوشیدنی، ژله، شربت، آبنبات و بستنی مورد استفاده قرار می‌گیرند. همچنین به دلیل معطر بودن این گیاه کاربرد زیادی در صنعت لبنیات برای ماست و دوغ دارد.

### طب سنتی و آرایشی-بهداشتی
نعناع در اصل به عنوان گیاه دارویی برای درمان درد معده و دردهای قفسهٔ سینه مورد استفاده قرار می‌گرفته است. این گیاه در طب سنتی کاربردهای متنوعی دارد و همچنین تحقیقاتی ابتدایی در رابطه با احتمال کمک آن به درمان بیماری سندرم رودهٔ تحریک‌پذیر نیز در حال انجام است.
اثرات اسانس هاي گیاهان پونه ،نعنا و آویشن بر روي باکتري ها به اثبات رسیده است و بـاکتري هـاي گـرم مثبـت نـسبت بـه باکتریهاي منفی حساسیت ببیشتري به اسانس این گیاهان نشان داده اند.
از اسانس نعنا نیز در صنعت داروسازی با هدف خوشبوکنندگی دهان در تولید خمیردندان و دهان‌شویه استفاده می‌شود.
جوهر نعنا موجود در روغن اسانس نعناع (۴۰–۹۰٪) مادهٔ مورد استفاده در بسیاری از مواد آرایشی و برخی عطرها است. همچنین از جوهر نعنا و اسانس آن در رایحه‌درمانی برای درمان حالت تهوع پس از عمل جراحی استفاده می‌شود.
اگرچه اسانس نعنا در بسیاری از محصولات مصرفی استفاده می‌شود، اما ممکن است در بعضی از افراد واکنش‌های آلرژیک ایجاد کند، و باعث بروز علائمی مانند گرفتگی شکم، اسهال، سردرد، سوزش قلب، سوزن سوزن شدن یا بی‌حسی اطراف دهان، آنافیلاکسی یا درماتیت تماسی شود.
در یک پژوهش با عنوان بررسی هیستوپاتولوژیکی اثر سینرژیک مصرف موضعی اسانس Mentha pulegium و عسل در ترمیم پذیری بستر زخم باز پوستی، نتایج نشان داد در گروه درمانی ترکیب عسل و نعنا در مقایسه با گروه های دیگر (درصد بهبودی بیشتر و مساحت زخم کمتر) اثربخشی بر روی تسریع ترمیم زخم, به طور معنی داری بیشتر بوده است. بنابراین مصرف ترکیب اسانس نعنا و عسل در ترمیم پذیری زخم باز پوستی مؤثر بوده و باعث تسریع ترمیم زخم شده است.
داروهای شیمیایی ضد ویروسی مورد مصرف در حال حاضر دارای اشکالات عمده ای مانند تعداد و تنوع کم, اندکس درمانی پایین, موارد مصرف بالینی محدود و سمیت بالا هستند. از این رو بررسی و ارزیابی ترکیبات دارویی جدید به منظور دستیابی به روش های نوین درمان ضروری به نظر می رسد. نتایج یک مطالعه با هدف بررسی اثرات ضد ویروسی عصاره آبی الکلی نعنا بر روی ویروس سرخک در محیط آزمایشگاهی نشان می دهد بیشترین اثر ضد ویروسی عصاره نعنا (Nepeta pungens) در مراحل آغازین چرخه تکثیر ویروس مشاهده شده است.بنابراین عصاره گیاهی نعنا می تواند کاندید مناسبی جهت تحقیقات بیشتر به منظور دستیابی به عوامل نوین ضد ویروسی باشد.

### دفع آفت
روغن نعناع همچنین به عنوان یک حشره‌کش سازگار با محیط زیست به دلیل توانایی آن در از بین بردن برخی آفات رایج مانند زنبورهای وحشی، زنبورهای خرمایی، مورچه‌ها و سوسک‌ها استفاده می‌شود.